# Lot (rivier)
De Lot (Occitaans: Òlt of Òut) is een Franse rivier die in het Centraal Massief ontspringt. De bron van de rivier ligt in het gebied van Mont Lozère (Lozère, 48). De Lot loopt van Mont Lozère naar Aiguillon, waar de rivier in de Garonne stroomt.
De Lot heeft een lengte van 481 km, waarvan hemelsbreed slechts 200 km overblijft.
De Lot loopt voor een groot deel door het kalkrijke gebied van Midden-Frankrijk. Dit heeft onder meer tot gevolg dat de rivier voor grote delen door een diep uitgeslepen dal stroomt. De rivier meandert ook sterk door het dal.
In het departement Lot, dat grotendeels op de Causse de Quercy ligt, wordt in het Lot-dal, in het vruchtbare gebied naast de rivier, veel verbouwd, met name tuinbouw vindt daar veel plaats.
De Lot loopt door:
- Lozère (48) (regio Occitanie): Mende
- Aveyron (12) (regio Occitanie): Capdenac
- Lot (46) (regio Occitanie): Cajarc, Saint-Cirq-Lapopie, Cahors, Puy-l'Évêque
- Lot-et-Garonne (47) (regio Nouvelle-Aquitaine) : Fumel, Villeneuve-sur-Lot, Aiguillon

## Geschiedenis
De Lot heeft een lange tijd een belangrijke rol gespeeld in het vervoer van goederen van de mijnen van Capdenac en van Decazeville. Om die reden is de rivier in de 19e eeuw tot en met de hoogte van Decazeville bevaarbaar gemaakt en loopt er een spoorlijntje door het rivierdal van Cahors (aansluiting op het grote net) naar Decazeville. Met het sluiten van de mijnen is de reden om de rivier bevaarbaar te houden verdwenen, maar de daarvoor aangelegde werken bestaan nog steeds.
Het spoorlijntje is inmiddels buiten gebruik; een aantal stations zijn in 2007 aan particulieren verkocht en tot woonhuis omgebouwd.

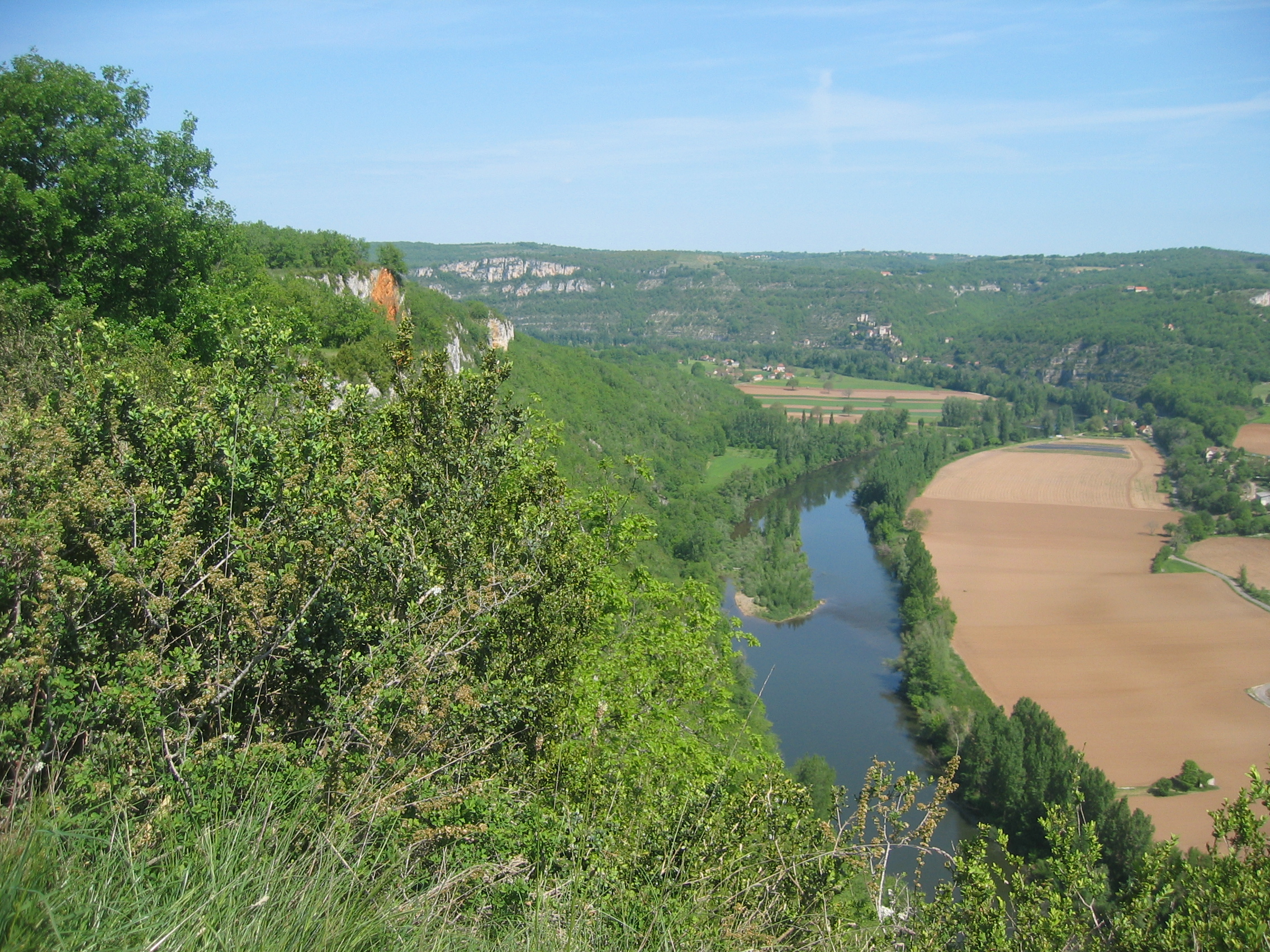
De rivier de Lot stroomopwaarts naar Cajarc

## Hydrografie
De stroming in de rivier is sterk seizoensafhankelijk, en kan variëren van 13 m3/s in de zomer tot 700 m3/s in de winter en vooral in de lente.
De Lot wordt bevaarbaar gehouden met een reeks dammen en sluizen, zodat het hele jaar door op de rivier gevaren kan worden met schepen met een niet al te grote diepgang.
De belangrijkste zijrivieren die de Lot instromen:
- Boudouyssou
- Bramont
- Célé
- Lémance
- Lède
- Truyère

- Bibliothèque nationale de France: cb11934293t (data)
- Gemeinsame Normdatei: 4269970-8
- Système universitaire de documentation: 027262715
- Virtual International Authority File: 243550948